# Lightning (software)
O projeto Lightning, anunciado em 22 de dezembro de 2004, atualmente em desenvolvimento pela Mozilla Foundation, produz uma extensão que adiciona calendário e funcionalidade de agendamento para o Mozilla Thunderbird e-mail e cliente newsgroup e suíte de internet SeaMonkey. Lightning é um iCalendar compatível com calendário.
Ao contrário do descontinuado Mozilla Sunbird e extensão Mozilla Calendar, Lightning visa integrar firmemente com Thunderbird.
A versão 0.9 foi a última versão planejada para o Thunderbird 2. Um calendário foi originalmente para ser totalmente integrado ao Thunderbird 3, mas os planos foram alterados devido a preocupações com a maturidade do produto e nível de suporte. Lightning 1.0b2 é compatível com o Thunderbird 3.1, Lightning 1.0b5 é compatível com Thunderbird 5 e 6, e Lightning 1.0b7 é compatível com o Thunderbird 7.  Lightning 1.0 foi lançado para o público em 7 de novembro de 2011. Foi lançado ao lado de Thunderbird 8.0. Desde então, a cada lançamento Thunderbird tem sido acompanhado por um Lightning compatível ponto de liberação.
Sun Microsystems contribuíram significativamente para o Projeto Lightning para fornecer aos usuários uma escolha livre e open-source alternativa ao Microsoft Office, combinando OpenOffice.org e Thunderbird com a extensão Lightning . Além da correção geral de bugs, Sun focou na visualização de calendário, equipe/colaboração recursos e suporte para o Sun Java Calendar Server.

## Compatibilidade de versões
| Versão Lightning | Versão Thunderbird | Versão SeaMonkey |
| ---------------- | ------------------ | ---------------- |
| 1.0              | 8.0                | 2.5              |
| 1.1              | 9.0                | 2.6              |
| 1.2              | 10.0               | 2.7              |
| 1.3              | 11.0               | 2.8              |
| 1.4              | 12.0               | 2.9              |
| 1.5              | 13.0               | 2.10             |
| 1.6              | 14.0               | 2.11             |
| 1.7              | 15.0               | 2.12             |
| 1.8              | 16.0               | 2.13             |
| 1.9              | 17.0               | 2.14             |
| 2.0              | 18.0               | 2.15             |
| 2.1              | 19.0               | 2.16             |
| 2.2              | 20.0               | 2.17             |

### Suporte 64-bit
| Sistema Operacional | Suporte 64-bit |
| ------------------- | -------------- |
| Windows             | Sim            |
| Mac OS X            | Sim            |
| Linux               | Sim            |

### Suporte 32-bit
| Sistema Operacional | Suporte 32-bit |
| ------------------- | -------------- |
| Windows             | Sim            |
| Mac OS X            | Sim            |
| Linux               | Sim            |

### Fatos históricos

#### Contribuições da Sun
Durante a Conferência OpenOffice.org 2006 (OOoCon2006), Michael Bemmer, o então diretor de engenharia da Sun Microsystems e encarregado do desenvolvimento do OpenOffice.org e StarOffice, anunciou que a Sun está contribuindo significativamente no desenvolvimento do projeto Lightning, na intenção de agregar à suíte de aplicativos para escritório livre (OpenOffice.org) um gerenciador de informações pessoais completo, formado pela solução integrada provida pelo projeto Lightning.
Apesar da contribuição ser focada somente no Lightning, uma vez que ambos os projetos compartilhem da mesma base de código, toda contribuição a um deles é uma contribuição direta ao outro.